# Sirius (téléfilm)
Pour plus de détails, voir Fiche technique et Distribution.
Sirius est un téléfilm suisse réalisé par Frédéric Mermoud en 2018.

## Synopsis
Dans un chalet des Alpes vaudoises, en juin 1994, une communauté de personnes diverses se laisse guider par un gourou. Le transit vers l'étoile Sirius sera leur voyage ultime.

## Fiche technique
- Réalisation : Frédéric Mermoud
- Scénario : François Decodts, Laurent Larivière et Frédéric Mermoud
- Photographie : Stephan Massis
- Son : Marc von Stürler
- Musique : Keegan DeWitt
- Montage : Sarah Anderson
- Décors : Rekha Musale
- Costumes : Samantha François
- Producteur : Agnieszka Ramu, Lionel Baier, Françoise Mayor
- Société(s) de production : Bande à part films, Radio télévision suisse, SRG SSR, Arte GEIE
- Pays d’origine :  Suisse
- Genre : drame
- Format : Couleur
- Durée : 60 minutes

## Distribution
- Dominique Reymond :
- Carlo Brandt : le gourou
- Grégoire Didelot :
- Iannis Jaccoud :